# Alcalose metabólica
Alcalose metabólica é uma condição metabólica na qual o pH do sangue está elevado acima da faixa normal. Geralmente é resultado de uma concentração diminuída de ion hidrogênio, levando a concentrações aumentadas de bicarbonato. Pode ser alternativamente um resultado direto de concentrações elevadas de bicarbonato.

## Causas
Existem quatro causas principais de alcalose metabólica.
Elas podem ser divididas em duas categorias, dependendo dos níveis de cloro na urina.

### Responsiva ao cloro (<20 mEq/L)
- Perda de ions hidrogênio - Mais frequentemente ocorre através de dois mecanismos, via vômito ou via renal
  - O ato de vomitar resulta na perda de ácido clorídrico do conteúdo estomacal, o que consome íons hidrogênio, elevando o pH do sangue.
  - As perdas renais de ions hidrogênio ocorrem quando a aldosterona em excesso induz a retenção de sódio e consequentemente a excreção de hidrogênio.

- Alcalose de contração - Resulta de uma perda de água no espaço extracelular que é pobre em bicarbonato, tipicamente através do uso de diuréticos. Já que a água é perdida enquanto o bicarbonato é retido, a concentração de bicarbonato aumenta o pH sanguíneo.

### Resistente ao cloro (>20 mEq/L)
- Retenção de bicarbonato

- Mudança dos ions hidrogênio para o espaço intracelular - Visto na hipocaliemia. Devido à concentração baixa de potássio extracelular, o potássio sai das células. Para manter a neutralidade elétrica, o hidrogênio entra nas células, aumentando o pH sanguíneo.

- Agentes alcalóticos - Agentes alcalóticos, como o bicarbonato (administrado em casos de úlcera péptica ou hiperacidez) ou antiácidos, administrados em excesso podem levar a uma alcalose.

## Compensação
A compensação para a alcalose metabólica ocorre principalmente nos pulmões, que retém dióxido de carbono (CO2) através de respiração lenta ou hipoventilação.
A compensação renal para a alcalose metabólica, menos efetiva que a compensação respiratória, consiste na excreção aumentada de HCO3- (bicarbonato), já que a carga filtrada de HCO3- excede a habilidade do túbulo renal para reabsorvê-la.